# Ralf Törngren
Ralf Johan Gustaf Törngren (1. března 1899, Oulu – 16. května 1961, Turku) byl finský politik. Od května do října 1954 byl premiérem Finska. Zastával i řadu dalších vládních postů: ministr sociálních věcí (1944–1945, 1950–1951, 1951–1952), ministr financí (1945–1948), ministr zahraničních věcí (1953–1954, 1956–1957, 1959–1961), místopředseda vlády (1959–1961). V období 1945–1955 vedl Švédskou lidovou stranu ve Finsku (Svenska folkpartiet i Finland), jež ve Finsku zastupuje zájmy švédské národnostní menšiny. V roce 1956 neúspěšně kandidoval na finského prezidenta, získal v parlamentu dvacet hlasů. Byl poslancem finského parlamentu, Eduskunty, od roku 1936 až do své smrti.
Byl považován za politika spíše prosovětského, držel v tomto ohledu linii nastavenou Paasikivim a Kekkonenem. Byl proslulý tím, že velmi přesně vyvažoval svou podporu dvěma hlavním stranám finského politického systému, agrárníkům a sociálním demokratům. Tato politika mu na krátký čas vynesla i premiérský post, když se dvě hlavní strany nedokázaly shodnout na jméně nového předsedy vlády.
Vystudoval filozofii na univerzitě v Turku (Åbo Akademi), jediné výhradně švédskojazyčné univerzitě ve Finsku. Absolvoval roku 1922. V letech 1927–1937 na Ekonomické fakultě této univerzity i učil. Později vedl i nadaci této univerzity.